# Lijst van voetbalinterlands Burundi - Ethiopië
Deze lijst van voetbalinterlands is een overzicht van alle officiële voetbalwedstrijden tussen de nationale teams van Burundi en Ethiopië. De landen hebben tot op heden acht keer tegen elkaar gespeeld. De eerste wedstrijd, een groepswedstrijd tijdens de CECAFA Cup 2000, vond plaats op 27 november 2000 in Kampala (Oeganda). Het laatste duel, een vriendschappelijke wedstrijd, werd gespeeld in Awasa op 2 september 2018.

## Wedstrijden
| № | Plaats      | Datum            | Competitie                                        | Wedstrijd          | Uitslag |
| - | ----------- | ---------------- | ------------------------------------------------- | ------------------ | ------- |
| 1 | Kampala     | 27 november 2000 | CECAFA Cup 2000                                   | Ethiopië − Burundi | 1 − 0   |
| 2 | Kigali      | 18 december 2001 | CECAFA Cup 2001                                   | Ethiopië − Burundi | 2 − 2   |
| 3 | Addis Abeba | 11 december 2004 | CECAFA Cup 2004                                   | Ethiopië − Burundi | 2 − 1   |
| 4 | Addis Abeba | 25 december 2004 | CECAFA Cup 2004                                   | Ethiopië − Burundi | 3 − 0   |
| 5 | Bujumbura   | 17 oktober 2015  | African Championship of Nations 2016 kwalificatie | Burundi − Ethiopië | 2 − 0   |
| 6 | Addis Abeba | 25 oktober 2015  | African Championship of Nations 2016 kwalificatie | Ethiopië − Burundi | 3 − 0   |
| 7 | Kakamega    | 7 december 2017  | CECAFA Cup 2017                                   | Burundi − Ethiopië | 4 − 1   |
| 8 | Awasa       | 2 september 2018 | Vriendschappelijk                                 | Ethiopië − Burundi | 1 − 1   |

## Samenvatting
| Competitie                                   | Totaal gespeeld | Winst Burundi | Gelijk | Winst Ethiopië | Doelsaldo Burundi – Ethiopië |
| -------------------------------------------- | --------------- | ------------- | ------ | -------------- | ---------------------------- |
| African Championship of Nations-kwalificatie | 2               | 1             | 0      | 1              | 2 − 3                        |
| CECAFA Cup                                   | 5               | 1             | 1      | 3              | 7 − 9                        |
| Vriendschappelijk                            | 1               | 0             | 1      | 0              | 1 − 1                        |
| Totaal                                       | 8               | 2             | 2      | 4              | 10 − 13                      |

Wedstrijden bepaald door strafschoppen worden, in lijn met de FIFA, als een gelijkspel gerekend.